# Lóhangya

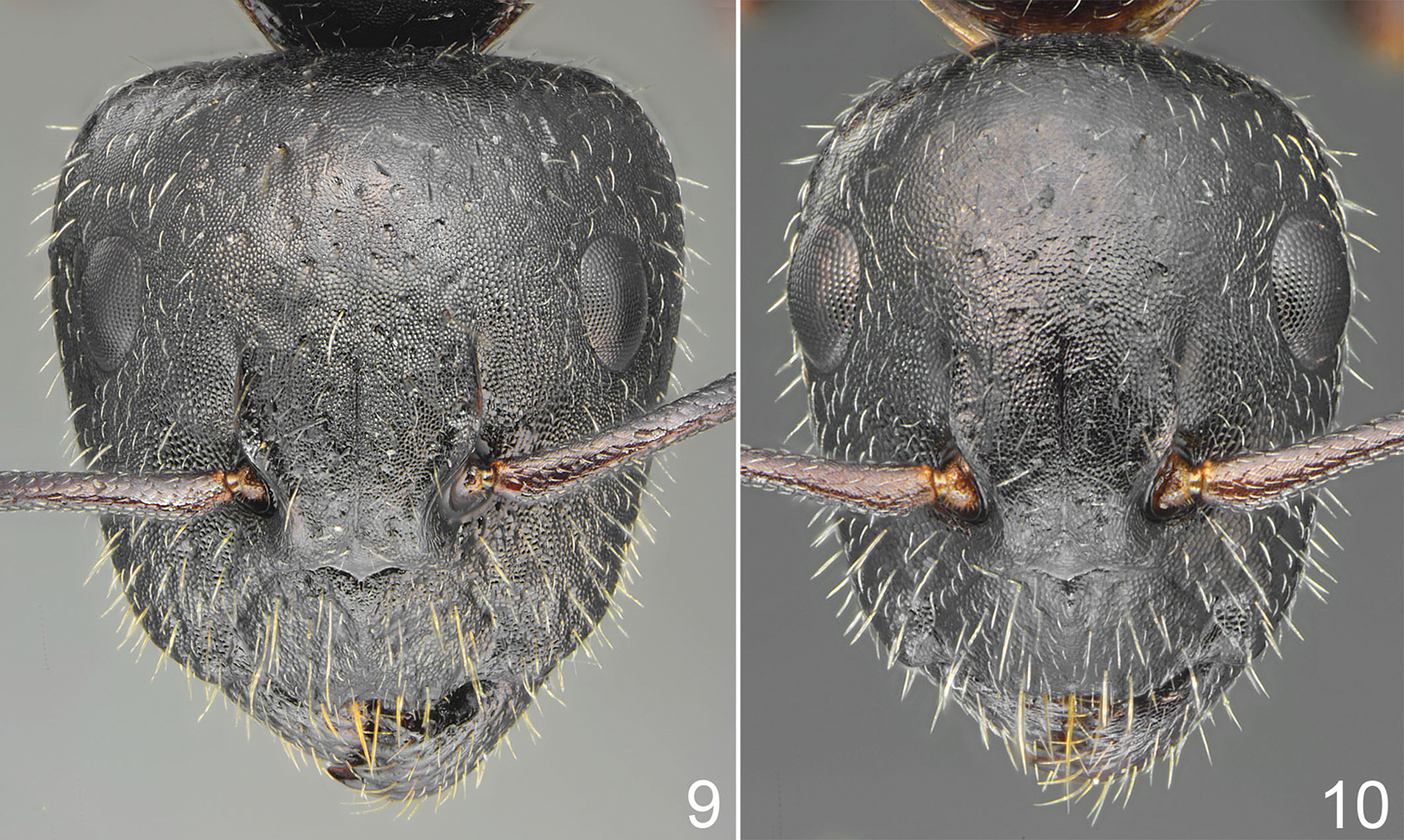
Camponotus schulzi feje elölnézetben

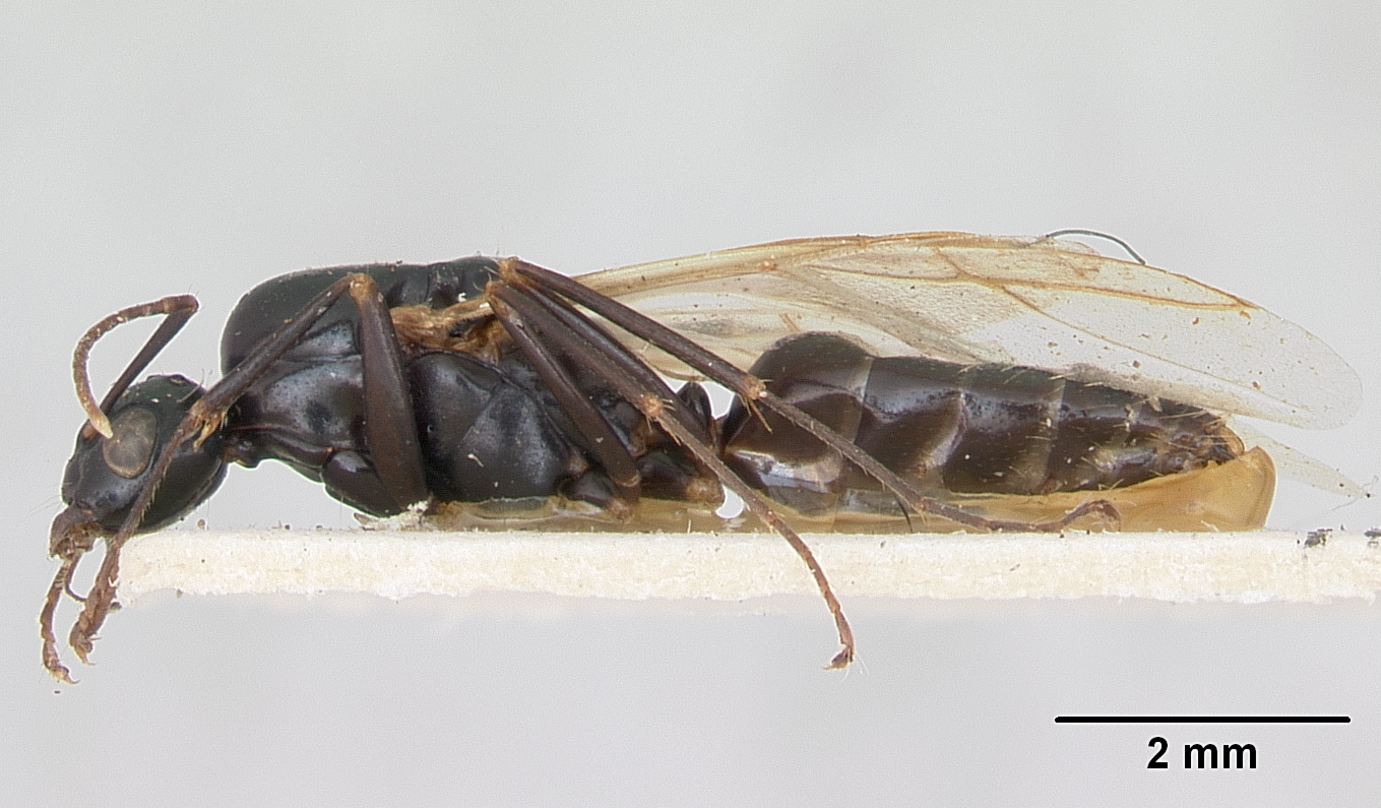
Ligeti lóhangya (Camponotus fallax)

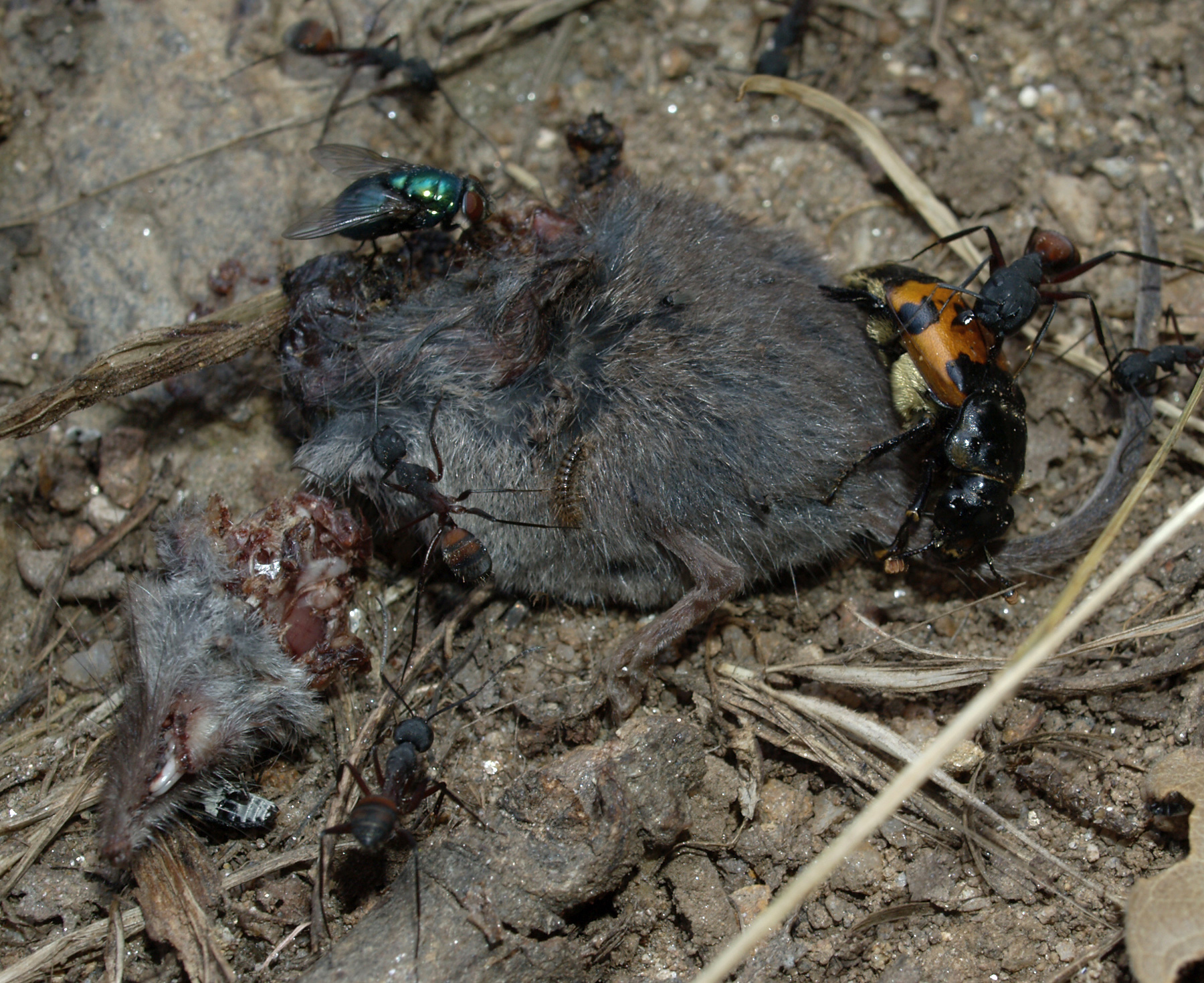
Lóhangyák (Camponotus sp.) temetőbogár (Nicrophorus sp.) és döglégy (Lucilia sp.) lakmároznak egy cickányféle (Soricidae) tetemén

A lóhangya (Camponotus) a vöröshangyaformák (Formicinae) alcsaládjában a lóhangyarokonúak (Camponotini) nemzetség névadó neme.

## Származása, elterjedése
A nem alapvetően kozmopolita; fajai a legtöbb erdőben feltűnnek.
Magyarországi fajok:
- szőrös lóhangya (Camponotus aethiops)
- nyerges lóhangya (Camponotus atricolor)
- ligeti lóhangya (Camponotus fallax)
- óriás lóhangya (barnatorú lóhangya, Camponotus herculeanus) — a Kárpát-medencében főleg a hegyekben, 1000 m körül él
- vörös lóhangya (Camponotus lateralis)
- faodvasító lóhangya (pirostorú lóhangya, Camponotus ligniperda) — a leggyakoribb hazai faj;
- szurkos lóhangya (Camponotus piceus)
- sárgalábú lóhangya (Camponotus tergestinus)
- fekete lóhangya (szürke lóhangya, Camponotus vagus) — az alacsony, meleg tájakat kedveli.

## Megjelenése, felépítése
Ebbe tartoznak a legnagyobb magyarországi hangyák — közülük is legnagyobb az óriás lóhangya. Major és minor dolgozóik mérete feltűnően különbözik: előbbiek csaknem háromszor akkorák, mint a minorok. A legkisebbek és legnagyobbak között többféle átmeneti alak is előfordul (Brehm).

## Életmódja, élőhelye
Bolyait többnyire erdőkben építi és mindig viszonylag nedves helyeken — a talaj szárazságára igen érzékeny. Több faj száraz fatönkökben rágja ki járatait (Brehm). Magyarországon is jól ismertek a faodvasító lóhangya Camponotus ligniperda) és a fekete lóhangya (Camponotus vagus) fába rágott fészkei. Sokszor károkat okoz az az élőfák kirágásával, de tarvágás után szívesen látják, mert a földben maradt tuskókat és gyökereket gyorsan szétporlasztja, talajosítja.

## Gazdasági jelentősége
Sokszor károkat okoz azzal, hogy az élőfákat is kirágja, tarvágásokon azonban szívesen látják, mert a földben maradt tuskókat és gyökereket gyorsan szétporlasztja.

## Rendszertani felosztása
A több száz fajt nyolc alnembe csoportosítják.
Ismertebb fajok (a Magyarországon honosakon túl):
- -     - óriáshangya (Camponotus gigas) — 2016-ig Dinomyrmex gigas
    - amerikai lóhangya (Camponotus americanus)
    - ezüstös lóhangya (Camponotus auriventris)
    - gesztenyevörös lóhangya (Camponotus castaneus)
    - rozsdás lóhangya (Camponotus chromaiodes)
    - mozambiki lóhangya (Camponotus cinctellus)
    - ausztrál lóhangya (Camponotus consobrinus)
    - dél-afrikai lóhangya (Camponotus cosmicus)
    - vérvörös lóhangya (Camponotus cruentatus)
    - szakállas lóhangya (Camponotus discolor)
    - harcias lóhangya (Camponotus fellah)
    - kertészhangya (Camponotus femoratus)
    - borneói lóhangya (Camponotus festinus)
    - floridai lóhangya (Camponotus floridanus)
    - aranyszőrű lóhangya (Camponotus fulvopilosus)
    - csíkos lóhangya (Camponotus habereri)
    - mézgyűjtő lóhangya (Camponotus inflatus)
    - hosszúlábú lóhangya (Camponotus irritans)
    - japán lóhangya (Camponotus japonicus)
    - ragyogó lóhangya (Camponotus lownei)[3]
    - foltos lóhangya (Camponotus maculatus)
    - Mocsáry-lóhangya (Camponotus mocsaryi)
    - borzas lóhangya (Camponotus mutilarius)
    - szapora lóhangya (Camponotus nicobarensis)
    - hamvas lóhangya (Camponotus parius)
    - kínai lóhangya (Camponotus pseudoirritans)
    - szecsuáni lóhangya (Camponotus pseudolendus)
    - argentin lóhangya (Camponotus rosariensis)
    - változékony lóhangya (Camponotus rufoglaucus)
    - kétszínű lóhangya (Camponotus sayi)
    - lombjáró lóhangya (Camponotus senex)
    - pirosfejű lóhangya (Camponotus singularis)
    - ezüstszőrű lóhangya (Camponotus storeatus)
    - turkesztáni lóhangya (Camponotus turkestanicus)
    - turáni lóhangya (Camponotus turkestanus)
    - rozsdásfejű lóhangya (Camponotus vestitus)

A Brazília őserdőiben élő kertészhangya (Camponotus femoratus) nagy fák csúcsgallyaira, biztonságos magasba függeszti nagy gonddal szőtt hálóját. A hálót a fára felhordott talajjal tölti meg, és abban alakítja ki fészkét — a földlabdát pedig hamarosan függőkertté alakítják a róla kihajtó broméliafélék (Bromeliaceae) és más epifitonok (Brehm).
Az ugyancsak Dél-Amerikában élő lombjáró lóhangya (Camponotus senex) a szövőhangyákhoz hasonlóan szövi fészkeit levelekből (Brehm).